# Riad Sattouf
Riad Sattouf (Paris, 5 de maio de 1978) é um autor de banda desenhada e cineasta. Atualmente, desenha todas as semanas para a Charlie Hebdo, numa série intitulada La Vie secrète des jeunes.

## Obras editadas
■ Manuel du puceau, Bréal Jeunesse, Rosny-sous-Bois, 2003
    Argumento e desenho : Riad Sattouf  

■ Ma Circoncision, Bréal Jeunesse, Rosny-sous-Bois, 2004
    Argumento e desenho : Riad Sattouf  

■ No sex in New York, Dargaud coleção Poisson Pilote, Paris, 2004
    Argumento e desenho : Riad Sattouf  

■ Retour au collège, Hachette Littératures coleção La Fouine Illustrée, Paris, 2005
    Argumento e desenho : Riad Sattouf  

■ La Vie secrète des jeunes, L'Association coleção Ciboulette, Paris, 2007
    Argumento e desenho : Riad Sattouf  

## Filmografia
- 2003: Petit vampire - argumentista e ator de voz para a série televisiva de banda desenhada de Joann Sfar.
- 2009: Les Beaux Gosses - argumentista, realizador, compositor e ator secundário (voz da rádio, ator no filme pornográfico).
- 2010: Gainsbourg, vie héroïque, de Joann Sfar - O gigolô de Fréhel.
- 2010: Mes Colocs (websérie) - argumentista, realizador.
- 2010: Jeunes et Limités: Une vraie vie de chien (clipe) - realizador
- 2011 : La guerre est déclarée de Valérie Donzelli - um cozinheiro

## Premiações

### Banda desenhada
- Em 2003, prémio René Goscinny por Les pauvres aventures de Jérémy, número 1, Les jolis pieds de Florence.
- Em 2007, prémio Jacques Lob por Pascal Brutal, número 2, Le mâle dominant.
- Em 2008, Globe de Cristal de melhor banda desenhada por La vie secrète des jeunes[2].
- Em 2010, por unanimidade do júri do Festival Internacional de Banda Desenhada de Angoulême, prémio Fauve d'Or - Prémio de melhor álbum, por  Pascal Brutal, número 3, Plus fort que les plus forts (Fluide Glacial).

### Cinema
- Em 2010, a Academia dos Césares premia com o César de melhor primeiro filme Les beaux gosses, um filme realizado por Riad Sattouf.